# Tour de radio-télédiffusion de Tianjin
La tour de la radio et de la télévision de Tianjin est une tour de 415 m à Tianjin, en République populaire de Chine. Elle est utilisée à l'origine pour les communications. Elle est construite en 1991. À environ deux tiers du sommet de la tour, une nacelle d'observation est érigée à 253 m du sol. 

## Galerie

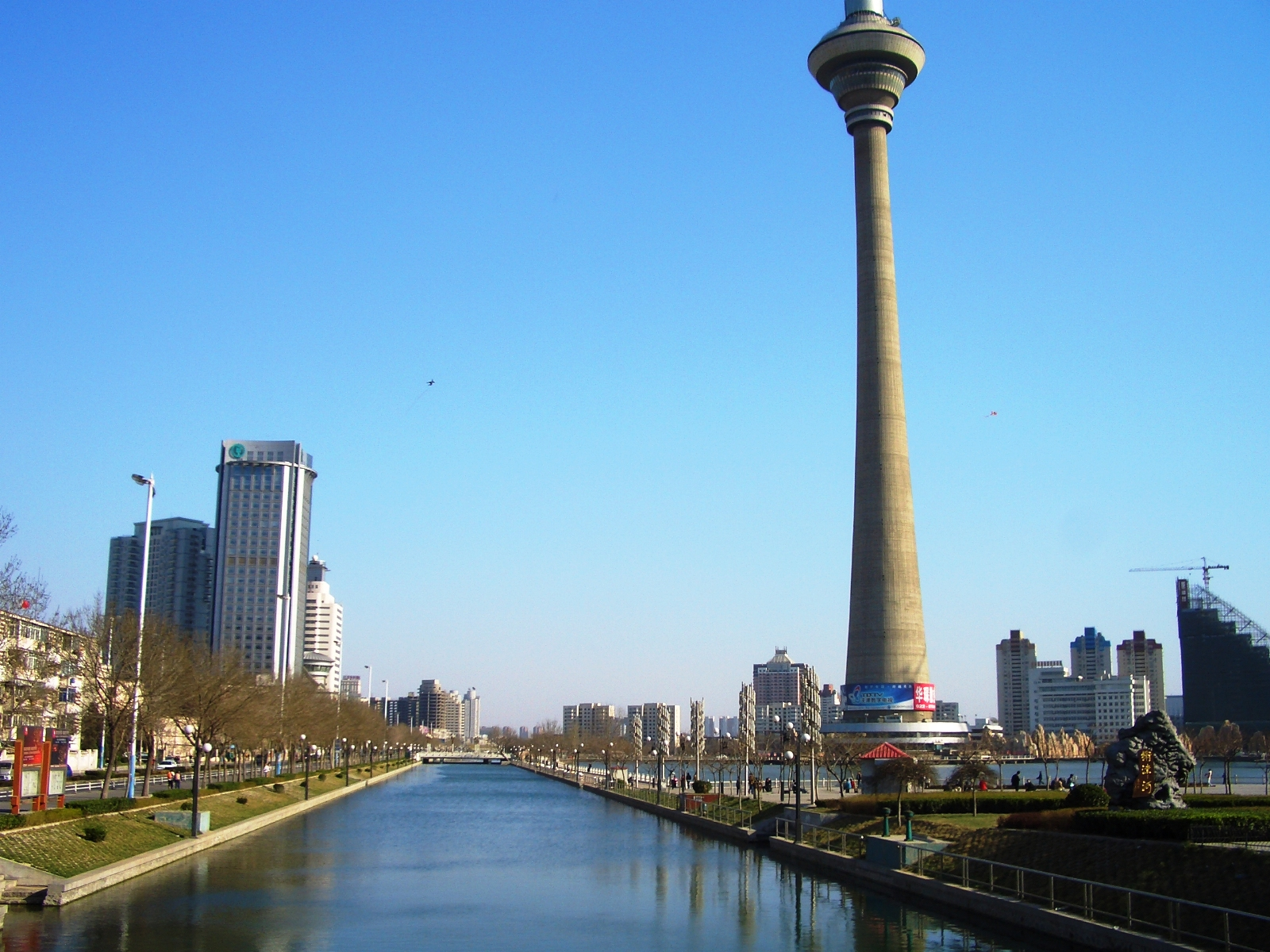
Vue sur la tour de Tianjin depuis les environs
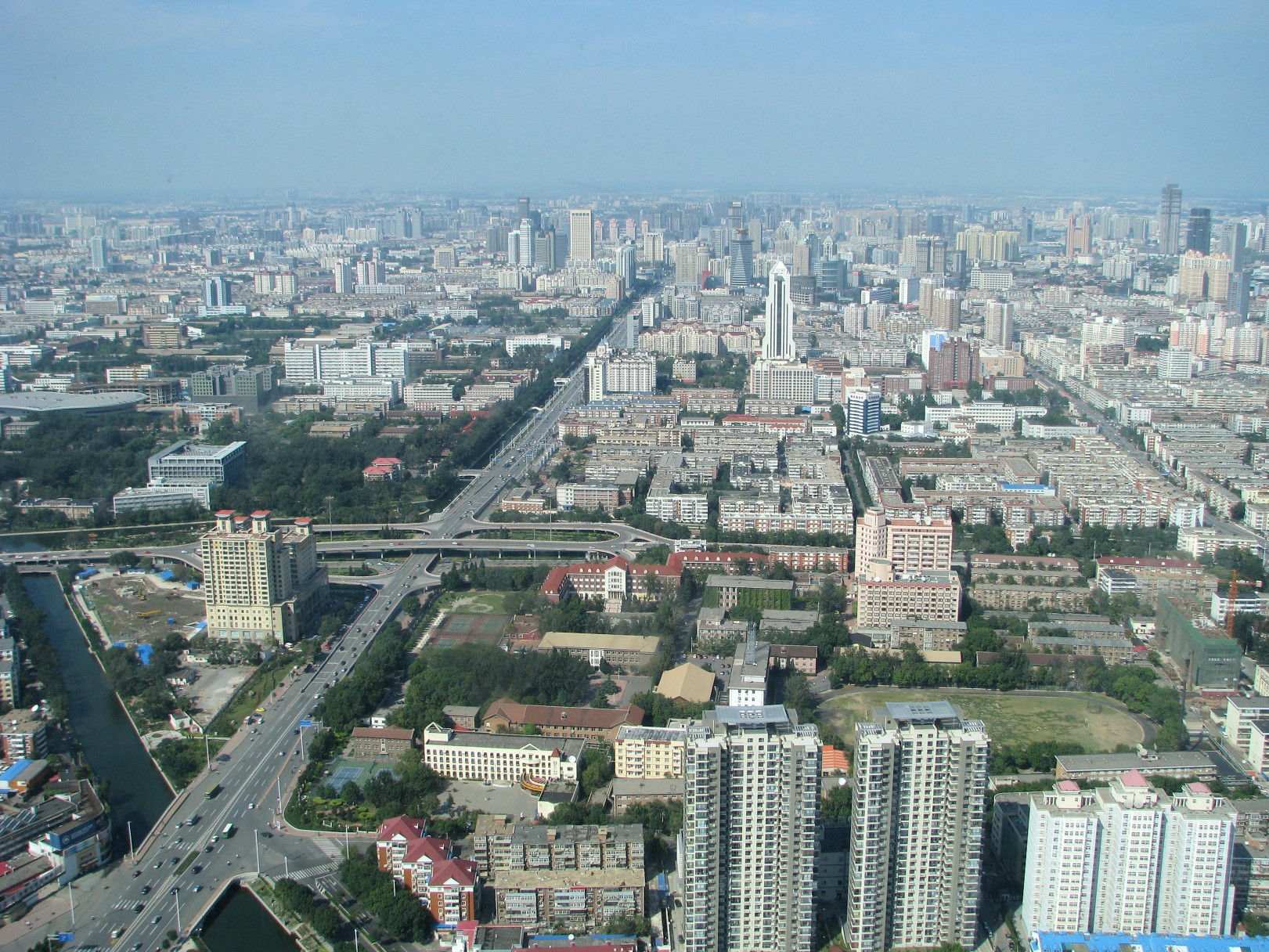
Vue depuis la tour